# Dalaj lama
Dalaj lama je izvorno titula poglavara žute sekte tibetanskog budizma. Na mongolskom jeziku “dalaj” znači “ocean”, a lama (tib. bla ma) je što i na sanskrtskom guru. Titulu je 1578. mongolski vladar Altan-kan udijelio Sonamu Gyatsou, poglavaru samostana Drepung, najistaknutijemu lami u to vrijeme. Budući da se Sonam Gyatso računao kao treća inkarnacija te linije nasljedovanja, postumno je titula udjeljena i njegovim prethodnicima. Tibetanski budisti vjeruju da je dalaj lama jedna od nebrojenih inkarnacija (utjelovljenja) bodhisatve milosrđa Avalokitešvare (tib. "Chenrezig" [spyan ras gzigs]).
Nakon smrti jednoga dalaj lame visoki redovnici kreću u potragu za djetetom koje će proglasiti idućom inkarnacijom linije dalaj lama, a otkrivaju ga po tome što dijete “prepoznaje” predmete koji su pripadali umrlom dalaj lami. Dijete za koje nađu da je novoutjelovljeni dalaj lama tada odvode u Lhasu, gdje ga do odrasle dobi poučavaju ostali visoki lame. Potraga za novim dalaj lamom obično traje nekoliko godina. Izbor novog dalaj lame gotovo uvijek je bio praćen političkim unutarhijerarhijskim i izvanhijerarhijskim manipulacijama. U borbama za vlast u vrhu tibetanske budističke hijerarhije bilo je ubijeno pet dalaj lama. U dijelom samostalnoj državi, a dijelom u autonomnoj jedinici u sastavu Kine, dalaj lame su do 1959. djelomično imale i svjetovnu vlast. 14. dalaj lama te je godine nakon tibetanske pobune i kineske vojne intervencije otišao u izbjeglištvo.
Kao titula dalaj lama se piše malim slovom, a kao zamjena za osobno ime velikim slovom, Dalaj Lama.
Bilo je ukupno 14 dalaj lama:
|     | Ime              | Životni vijek | Vladanje                        | tibetanski/Wylie                        | Kineska transkripcija (tibetski pinyin) | Ostala engleska ispisivanja         |
| --- | ---------------- | ------------- | ------------------------------- | --------------------------------------- | --------------------------------------- | ----------------------------------- |
| 1.  | Gendun Drup      | 1391. – 1474. | Titula udijeljena postumno.     | དྒེ་འདུན་འགྲུབ་ dge ‘dun ‘grub               | Gêdün Chub                              | Gedun Drub, Gedün Drup, Gendun Drup |
| 2.  | Gendun Gyatso    | 1475. – 1541. | Titula udijeljena postumno.     | དགེ་འདུན་རྒྱ་མཚོ་ dge ‘dun rgya mtsho        | Gêdün Gyaco                             | Gedün Gyatso, Gendün Gyatso         |
| 3.  | Sonam Gyatso     | 1543. – 1588. | 1578. – 1588.                   | བསོད་ནམས་རྒྱ་མཚོ་ bsod nams rgya mtsho      | Soinam Gyaco                            | Sönam Gyatso                        |
| 4.  | Yonten Gyatso    | 1589. – 1616. | ?                               | ཡོན་ཏན་རྒྱ་མཚོ་ yon tan rgya mtsho          | Yoindain Gyaco                          | Yontan Gyatso                       |
| 5.  | Lobsang Gyatso   | 1617. – 1682. | 1642. – 1682.                   | བློ་བཟང་རྒྱ་མཚོ་ blo bzang rgya mtsho        | Lobsang Gyaco                           | Lobzang Gyatso, Lopsang Gyatso      |
| 6.  | Tsangyang Gyatso | 1683. – 1706. | ?–1706.                         | ཚང་དབྱངས་རྒྱ་མཚོ་ tshang dbyangs rgya mtsho | Cangyang Gyaco                          |                                     |
| 7.  | Kelzang Gyatso   | 1708. – 1757. | 1751. – 1757.                   | བསྐལ་བཟང་རྒྱ་མཚོ་ bskal bzang rgya mtsho    | Gaisang Gyaco                           | Kelsang Gyatso, Kalsang Gyatso      |
| 8.  | Jamphel Gyatso   | 1758. – 1804. | 1786. – 1804.                   | བྱམས་སྤེལ་རྒྱ་མཚོ་ byams spel rgya mtsho      | Qambê Gyaco                             | Jampel Gyatso, Jampal Gyatso        |
| 9.  | Lungtok Gyatso   | 1806. – 1815. | 1808. – 1815.                   | ལུང་རྟོགས་རྒྱ་མཚོ་ lung rtogs rgya mtsho      | Lungdog Gyaco                           | Lungtog Gyatso                      |
| 10. | Tsultrim Gyatso  | 1816. – 1837. | ?                               | ཚུལ་ཁྲིམ་རྒྱ་མཚོ་ tshul khrim rgya mtsho      | Cüchim Gyaco                            | Tshültrim Gyatso                    |
| 11. | Khendrup Gyatso  | 1838. – 1856. | 1844. – 1856.                   | མཁས་གྲུབ་རྒྱ་མཚོ་ mkhas grub rgya mtsho      | Kaichub Gyaco                           | Kedrub Gyatso                       |
| 12. | Trinley Gyatso   | 1857. – 1875. | ?                               | འཕྲིན་ལས་རྒྱ་མཚོ་ ‘phrin las rgya mtsho      | Chinlai Gyaco                           | Trinle Gyatso                       |
| 13. | Thubten Gyatso   | 1876. – 1933. | ?                               | ཐུབ་བསྟན་རྒྱ་མཚོ་ thub bstan rgya mtsho      | Tubdain Gyaco                           | Thubtan Gyatso, Thupten Gyatso      |
| 14. | Tenzin Gyatso    | 1935–danas    | 1950.–danas (od 1959. u egzilu) | བསྟན་འཛིན་རྒྱ་མཚོ་ bstan ‘dzin rgya mtsho    | Dainzin Gyaco                           |                                     |